# 五稜鏡 (電視節目)
《五稜鏡》是香港電台電視部製作的每日時事資訊節目，內容主要是評論當日香港報章刊登的要聞，並有訪問環節。

## 歷史
《五稜鏡》於1986年10月1日啟播，取代香港電台電視部另一節目《奉告》的播映時段，當時由李鑾輝與楊子江交替主持；由於當時香港觀眾比較保守，這個評論時事的節目播出第一集便遭到投訴（而該集內容為一宗針對教師違例體罰的投訴，被批評會教唆學生拒絕教師管束）。而《五稜鏡》在不同年份有不同的標題及形式，如啟播時以「不平鳴」為主題，並以跟進對政府或公營事業投訴為主。但在1989年，則曾一度取消標題（其後標題於1990年恢復，當中由陳毓祥主持集數定為「寰宇略影」），並改為時政評論及清談節目；與此同時，改由陳毓祥及岑逸飛交替主持節目，直至陳氏1991年離職為止。自1996年起，《五稜鏡》主題改為「報看天下」，以評論當日香港報章刊登的要聞為主，並改為多名時事評論員輪任主持。《五稜鏡》最後一集於2008年2月29日播映，2008年3月3日起逢星期一至五由新節目《左右紅藍綠》取代。

## 播映時間
《五稜鏡》於逢星期一至五播出，以下時間均為香港時間：
- 無綫電視翡翠台：15:35至15:40
- 亞洲電視本港台：17:30至17:35

## 音樂
《五稜鏡》的第二代主題音樂為雅尼（Yanni）的《Santorini》。

## 參看
- 香港電台
- 香港電台電視部節目列表

## 外部連結
- 五稜鏡官方網站（页面存档备份，存于）